# Danh sách cầu thủ tham dự Cúp bóng đá Nam Mỹ 1999
Sau đây là đội hình các đội tuyển tham dự Cúp bóng đá Nam Mỹ 1999.

## Bảng A

### Bolivia
Huấn luyện viên:  Héctor Veira

| Số | VT | Cầu thủ                        | Ngày sinh (tuổi)            | Trận | Bàn | Câu lạc bộ         |
| -- | -- | ------------------------------ | --------------------------- | ---- | --- | ------------------ |
| 1  | TM | José Carlos Fernández González | 24 tháng 1, 1971 (26 tuổi)  |      |     | Blooming           |
| 2  | HV | Juan Manuel Peña               | 17 tháng 1, 1973 (26 tuổi)  |      |     | Real Valladolid    |
| 3  | HV | Marco Sandy                    | 29 tháng 8, 1971 (27 tuổi)  |      |     | Gimnasia de Jujuy  |
| 4  | HV | Miguel Rimba                   | 1 tháng 11, 1967 (31 tuổi)  |      |     | Oriente Petrolero  |
| 5  | HV | Óscar Carmelo Sánchez          | 16 tháng 7, 1971 (27 tuổi)  |      |     | Independiente      |
| 6  | HV | Fernando Ochoaizpur            | 18 tháng 3, 1971 (28 tuổi)  |      |     | Universitario      |
| 7  | TV | Limberg Gutiérrez              | 19 tháng 11, 1977 (21 tuổi) |      |     | Blooming           |
| 8  | TV | Rubén Tufiño                   | 9 tháng 1, 1970 (29 tuổi)   |      |     | Blooming           |
| 9  | TĐ | Jaime Moreno                   | 19 tháng 1, 1974 (25 tuổi)  |      |     | D.C. United        |
| 10 | TV | Marco Etcheverry               | 26 tháng 9, 1970 (28 tuổi)  |      |     | D.C. United        |
| 11 | TĐ | Milton Coimbra                 | 4 tháng 5, 1975 (24 tuổi)   |      |     | Oriente Petrolero  |
| 12 | TM | Sergio Galarza                 | 25 tháng 8, 1975 (23 tuổi)  |      |     | Real Santa Cruz    |
| 13 | TV | Luis Liendo                    | 25 tháng 2, 1978 (21 tuổi)  |      |     | Bolívar            |
| 14 | HV | Adrián Ubaldo Lozano           | 17 tháng 5, 1972 (27 tuổi)  |      |     | Bolívar            |
| 15 | HV | Luis Cristaldo                 | 31 tháng 8, 1969 (29 tuổi)  |      |     | Sporting de Gijón  |
| 16 | TV | Vladimir Soria (c)             | 15 tháng 7, 1964 (34 tuổi)  |      |     | Bolívar            |
| 17 | TV | Raúl Justiniano                | 29 tháng 9, 1977 (21 tuổi)  |      |     | Blooming           |
| 18 | HV | Gustavo Quinteros              | 15 tháng 2, 1965 (34 tuổi)  |      |     | Argentinos Juniors |
| 19 | HV | Iván Castillo                  | 11 tháng 7, 1970 (28 tuổi)  |      |     | Gimnasia de Jujuy  |
| 20 | HV | Renny Ribera                   | 30 tháng 1, 1974 (25 tuổi)  |      |     | Blooming           |
| 21 | TV | Erwin Sánchez                  | 19 tháng 10, 1969 (29 tuổi) |      |     | Boavista           |
| 22 | TĐ | Víctor Hugo Antelo             | 2 tháng 11, 1964 (34 tuổi)  |      |     | Blooming           |

### Nhật Bản
Huấn luyện viên:  Philippe Troussier

| Số | VT | Cầu thủ              | Ngày sinh (tuổi)            | Trận | Bàn | Câu lạc bộ          |
| -- | -- | -------------------- | --------------------------- | ---- | --- | ------------------- |
| 1  | TM | Yoshikatsu Kawaguchi | 15 tháng 8, 1975 (23 tuổi)  |      |     | Yokohama F. Marinos |
| 2  | HV | Toshihide Saito      | 20 tháng 4, 1973 (26 tuổi)  |      |     | Shimizu S-Pulse     |
| 3  | HV | Naoki Soma           | 19 tháng 7, 1971 (27 tuổi)  |      |     | Kashima Antlers     |
| 4  | HV | Masami Ihara (c)     | 18 tháng 9, 1967 (31 tuổi)  |      |     | Yokohama F. Marinos |
| 5  | HV | Yutaka Akita         | 6 tháng 8, 1970 (28 tuổi)   |      |     | Kashima Antlers     |
| 6  | HV | Toshihiro Hattori    | 23 tháng 9, 1973 (25 tuổi)  |      |     | Júbilo Iwata        |
| 7  | TV | Teruyoshi Ito        | 31 tháng 8, 1974 (24 tuổi)  |      |     | Shimizu S-Pulse     |
| 8  | TV | Shigeyoshi Mochizuki | 9 tháng 7, 1973 (25 tuổi)   |      |     | Nagoya Grampus      |
| 9  | TĐ | Kota Yoshihara       | 2 tháng 2, 1978 (21 tuổi)   |      |     | Consadole Sapporo   |
| 10 | TV | Hiroshi Nanami       | 28 tháng 11, 1972 (26 tuổi) |      |     | Júbilo Iwata        |
| 11 | TĐ | Wagner Lopes         | 29 tháng 1, 1969 (30 tuổi)  |      |     | Nagoya Grampus      |
| 12 | TĐ | Shoji Jo             | 17 tháng 6, 1975 (24 tuổi)  |      |     | Yokohama F. Marinos |
| 13 | TV | Toshiya Fujita       | 4 tháng 10, 1971 (27 tuổi)  |      |     | Júbilo Iwata        |
| 14 | HV | Hideto Suzuki        | 7 tháng 10, 1974 (24 tuổi)  |      |     | Júbilo Iwata        |
| 15 | TV | Kazuaki Tasaka       | 3 tháng 8, 1971 (27 tuổi)   |      |     | Shimizu S-Pulse     |
| 16 | TV | Daisuke Oku          | 7 tháng 2, 1976 (23 tuổi)   |      |     | Júbilo Iwata        |
| 17 | HV | Ryuzo Morioka        | 7 tháng 10, 1975 (23 tuổi)  |      |     | Shimizu S-Pulse     |
| 18 | TV | Masahiro Ando        | 2 tháng 4, 1972 (27 tuổi)   |      |     | Shimizu S-Pulse     |
| 19 | TV | Atsuhiro Miura       | 24 tháng 6, 1974 (25 tuổi)  |      |     | Yokohama F. Marinos |
| 20 | TM | Seigo Narazaki       | 15 tháng 4, 1976 (23 tuổi)  |      |     | Nagoya Grampus      |
| 21 | TĐ | Masayuki Okano       | 25 tháng 7, 1972 (26 tuổi)  |      |     | Urawa Red Diamonds  |
| 22 | TV | Takashi Fukunishi    | 1 tháng 9, 1976 (22 tuổi)   |      |     | Júbilo Iwata        |

### Paraguay
Huấn luyện viên: Ever Hugo Almeida

| Số | VT | Cầu thủ                 | Ngày sinh (tuổi)            | Trận | Bàn | Câu lạc bộ          |
| -- | -- | ----------------------- | --------------------------- | ---- | --- | ------------------- |
| 1  | TM | Ricardo Tavarelli       | 2 tháng 8, 1970 (28 tuổi)   |      |     | Olimpia             |
| 2  | HV | Francisco Arce          | 2 tháng 4, 1971 (28 tuổi)   |      |     | Palmeiras           |
| 3  | HV | Celso Ayala (c)         | 20 tháng 8, 1970 (28 tuổi)  |      |     | Real Betis          |
| 4  | HV | Carlos Gamarra          | 17 tháng 2, 1971 (28 tuổi)  |      |     | Corinthians         |
| 5  | HV | Delio Toledo            | 2 tháng 10, 1976 (22 tuổi)  |      |     | Cerro Porteño       |
| 6  | TV | Julio César Enciso      | 5 tháng 8, 1974 (24 tuổi)   |      |     | Internacional       |
| 7  | TV | Diego Gavilán           | 1 tháng 3, 1980 (19 tuổi)   |      |     | Cerro Porteño       |
| 8  | TV | Roberto Acuña           | 25 tháng 3, 1972 (27 tuổi)  |      |     | Real Zaragoza       |
| 9  | TĐ | Miguel Ángel Benítez    | 19 tháng 5, 1970 (29 tuổi)  |      |     | Espanyol            |
| 10 | TV | Guido Alvarenga         | 24 tháng 8, 1970 (28 tuổi)  |      |     | Cerro Porteño       |
| 11 | TĐ | Roque Santa Cruz        | 16 tháng 8, 1981 (17 tuổi)  |      |     | Olimpia             |
| 12 | TM | Justo Villar            | 30 tháng 6, 1977 (21 tuổi)  |      |     | Sol de América      |
| 13 | TV | Carlos Estigarribia     | 21 tháng 11, 1974 (24 tuổi) |      |     | Sportivo Luqueño    |
| 14 | TĐ | Nelson Cuevas           | 10 tháng 1, 1980 (19 tuổi)  |      |     | River Plate         |
| 15 | TĐ | Mauro Caballero         | 3 tháng 5, 1972 (27 tuổi)   |      |     | Olimpia             |
| 16 | TV | Carlos Alberto González | 30 tháng 3, 1976 (23 tuổi)  |      |     | Cerro Corá          |
| 17 | TV | Carlos Humberto Paredes | 16 tháng 7, 1976 (22 tuổi)  |      |     | Olimpia             |
| 18 | TV | Hugo Ovelar             | 21 tháng 2, 1971 (28 tuổi)  |      |     | Santos Laguna       |
| 19 | HV | Silvio Suárez           | 5 tháng 1, 1969 (30 tuổi)   |      |     | Talleres de Córdoba |
| 20 | HV | Juan Daniel Cáceres     | 6 tháng 10, 1973 (25 tuổi)  |      |     | Guaraní             |
| 21 | HV | Denis Caniza            | 29 tháng 8, 1974 (24 tuổi)  |      |     | Olimpia             |
| 22 | TM | Danilo Aceval           | 15 tháng 9, 1975 (23 tuổi)  |      |     | Cerro Porteño       |

### Peru
Huấn luyện viên: Juan Carlos Oblitas

| Số | VT | Cầu thủ                 | Ngày sinh (tuổi)            | Trận | Bàn | Câu lạc bộ           |
| -- | -- | ----------------------- | --------------------------- | ---- | --- | -------------------- |
| 1  | TM | Óscar Ibáñez            | 8 tháng 8, 1967 (31 tuổi)   |      |     | Universitario        |
| 2  | HV | Miguel Rebosio          | 20 tháng 10, 1976 (22 tuổi) |      |     | Sporting Cristal     |
| 3  | HV | Juan Reynoso Guzmán (c) | 28 tháng 12, 1969 (29 tuổi) |      |     | Cruz Azul            |
| 4  | HV | Percy Olivares          | 5 tháng 6, 1968 (31 tuổi)   |      |     | PAOK                 |
| 5  | TV | José Pereda             | 8 tháng 9, 1973 (25 tuổi)   |      |     | Boca Juniors         |
| 6  | HV | José Soto               | 11 tháng 1, 1970 (29 tuổi)  |      |     | Alianza Lima         |
| 7  | TV | Nolberto Solano         | 12 tháng 12, 1974 (24 tuổi) |      |     | Newcastle United     |
| 8  | TV | Juan José Jayo          | 20 tháng 1, 1973 (26 tuổi)  |      |     | Unión de Santa Fe    |
| 9  | TĐ | Flavio Maestri          | 21 tháng 1, 1973 (26 tuổi)  |      |     | Universidad de Chile |
| 10 | TV | Roberto Palacios        | 28 tháng 12, 1972 (26 tuổi) |      |     | Estudiantes Tecos    |
| 11 | TĐ | Claudio Pizarro         | 3 tháng 10, 1978 (20 tuổi)  |      |     | Alianza Lima         |
| 12 | TM | Miguel Miranda          | 13 tháng 8, 1966 (32 tuổi)  |      |     | Deportivo Pesquero   |
| 12 | TV | Juan Velásquez          | 20 tháng 3, 1971 (28 tuổi)  |      |     | Deportivo Pesquero   |
| 14 | TV | Jorge Soto              | 27 tháng 10, 1971 (27 tuổi) |      |     | Sporting Cristal     |
| 15 | TĐ | Andrés Mendoza          | 26 tháng 4, 1978 (21 tuổi)  |      |     | Sporting Cristal     |
| 16 | HV | Luis Guadalupe          | 3 tháng 4, 1976 (23 tuổi)   |      |     | Universitario        |
| 17 | TĐ | Roberto Holsen          | 10 tháng 8, 1976 (22 tuổi)  |      |     | Alianza Lima         |
| 18 | HV | José Luis Chacón        | 6 tháng 11, 1971 (27 tuổi)  |      |     | Alianza Lima         |
| 19 | TV | Marko Ciurlizza         | 22 tháng 2, 1978 (21 tuổi)  | 0    |     | Universitario        |
| 20 | TV | Javier Soria            | 15 tháng 12, 1974 (24 tuổi) |      |     | Alianza Atlético     |
| 21 | TM | Leao Butrón             | 6 tháng 3, 1977 (22 tuổi)   |      |     | Sporting Cristal     |
| 22 | TĐ | Ysrael Zúñiga           | 27 tháng 8, 1976 (22 tuổi)  |      |     | Melgar               |

## Bảng B

### Brasil
Huấn luyện viên: Vanderlei Luxemburgo

| Số | VT | Cầu thủ          | Ngày sinh (tuổi)            | Trận | Bàn | Câu lạc bộ          |
| -- | -- | ---------------- | --------------------------- | ---- | --- | ------------------- |
| 1  | TM | Dida             | 7 tháng 10, 1973 (25 tuổi)  |      |     | Lugano              |
| 2  | HV | Cafu (c)         | 7 tháng 6, 1970 (29 tuổi)   |      |     | Roma                |
| 3  | HV | Odvan            | 26 tháng 3, 1974 (25 tuổi)  |      |     | Vasco da Gama       |
| 4  | HV | Antônio Carlos   | 14 tháng 3, 1969 (30 tuổi)  |      |     | Roma                |
| 5  | TV | Emerson          | 4 tháng 4, 1976 (23 tuổi)   |      |     | Bayer 04 Leverkusen |
| 6  | HV | Roberto Carlos   | 10 tháng 4, 1973 (26 tuổi)  |      |     | Real Madrid         |
| 7  | TĐ | Amoroso          | 5 tháng 7, 1974 (24 tuổi)   |      |     | Udinese             |
| 8  | TV | Vampeta          | 13 tháng 3, 1974 (25 tuổi)  |      |     | Corinthians         |
| 9  | TĐ | Ronaldo          | 22 tháng 9, 1976 (22 tuổi)  |      |     | Inter               |
| 10 | TĐ | Rivaldo          | 19 tháng 4, 1972 (27 tuổi)  |      |     | Barcelona           |
| 11 | TV | Alex             | 14 tháng 9, 1977 (21 tuổi)  |      |     | Palmeiras           |
| 12 | TM | Marcos           | 4 tháng 8, 1973 (25 tuổi)   |      |     | Palmeiras           |
| 13 | HV | Evanílson        | 12 tháng 9, 1975 (23 tuổi)  |      |     | Cruzeiro            |
| 14 | HV | César Belli      | 16 tháng 11, 1975 (23 tuổi) |      |     | Portuguesa          |
| 15 | HV | João Carlos      | 10 tháng 9, 1972 (26 tuổi)  |      |     | Corinthians         |
| 16 | HV | Serginho         | 27 tháng 6, 1971 (28 tuổi)  |      |     | São Paulo           |
| 17 | TV | Marcos Paulo     | 11 tháng 5, 1977 (22 tuổi)  |      |     | Cruzeiro            |
| 18 | TV | Flávio Conceição | 13 tháng 6, 1974 (25 tuổi)  |      |     | Deportivo La Coruña |
| 19 | TV | Beto             | 7 tháng 1, 1975 (24 tuổi)   |      |     | Flamengo            |
| 20 | TĐ | Christian        | 23 tháng 4, 1975 (24 tuổi)  |      |     | Internacional       |
| 21 | TĐ | Ronaldinho       | 21 tháng 3, 1980 (19 tuổi)  |      |     | Grêmio              |
| 22 | TV | Zé Roberto       | 6 tháng 7, 1974 (24 tuổi)   |      |     | Flamengo            |

### Chile
Huấn luyện viên:  Nelson Acosta

| Số | VT | Cầu thủ                | Ngày sinh (tuổi)            | Trận | Bàn | Câu lạc bộ           |
| -- | -- | ---------------------- | --------------------------- | ---- | --- | -------------------- |
| 1  | TM | Marcelo Ramírez        | 29 tháng 5, 1965 (34 tuổi)  |      |     | Colo-Colo            |
| 2  | TV | Raúl Palacios          | 30 tháng 10, 1976 (22 tuổi) |      |     | Santiago Morning     |
| 3  | HV | Miguel Ramírez         | 11 tháng 6, 1970 (29 tuổi)  |      |     | Universidad Católica |
| 4  | HV | Francisco Rojas        | 22 tháng 7, 1974 (24 tuổi)  |      |     | Colo-Colo            |
| 5  | HV | Javier Margas          | 10 tháng 5, 1969 (30 tuổi)  |      |     | West Ham United      |
| 6  | HV | Pedro Reyes            | 13 tháng 11, 1972 (26 tuổi) |      |     | Auxerre              |
| 7  | TV | Nelson Parraguez       | 5 tháng 4, 1971 (28 tuổi)   |      |     | Universidad Católica |
| 8  | TV | Clarence Acuña         | 8 tháng 2, 1975 (24 tuổi)   |      |     | Universidad de Chile |
| 9  | TĐ | Iván Zamorano (c)      | 18 tháng 1, 1967 (32 tuổi)  |      |     | Inter                |
| 10 | TV | José Luis Sierra       | 5 tháng 12, 1968 (30 tuổi)  |      |     | Tigres de la UANL    |
| 11 | TĐ | Marcelo Salas          | 24 tháng 12, 1974 (24 tuổi) |      |     | Lazio                |
| 12 | TM | Nelson Tapia           | 22 tháng 6, 1966 (33 tuổi)  |      |     | Universidad Católica |
| 13 | HV | Jorge Francisco Vargas | 8 tháng 2, 1976 (23 tuổi)   |      |     | Universidad Católica |
| 14 | TV | Roberto Cartes         | 6 tháng 9, 1972 (26 tuổi)   |      |     | Argentinos Juniors   |
| 15 | TV | Moisés Villarroel      | 12 tháng 2, 1976 (23 tuổi)  |      |     | Santiago Wanderers   |
| 16 | TV | Mauricio Aros          | 9 tháng 5, 1976 (23 tuổi)   |      |     | Universidad de Chile |
| 17 | TĐ | Claudio Núñez          | 16 tháng 10, 1975 (23 tuổi) |      |     | Tigres de la UANL    |
| 18 | TĐ | Pedro González Vera    | 17 tháng 10, 1967 (31 tuổi) |      |     | Universidad de Chile |
| 19 | TV | Esteban Valencia       | 8 tháng 1, 1972 (27 tuổi)   |      |     | Universidad de Chile |
| 20 | TV | Fabián Estay           | 5 tháng 10, 1968 (30 tuổi)  |      |     | Toluca               |
| 21 | HV | Pablo Contreras        | 11 tháng 9, 1978 (20 tuổi)  |      |     | Colo-Colo            |
| 22 | TV | David Pizarro          | 11 tháng 9, 1979 (19 tuổi)  |      |     | Udinese              |

### México
Huấn luyện viên: Manuel Lapuente

| Số | VT | Cầu thủ                 | Ngày sinh (tuổi)            | Trận | Bàn | Câu lạc bộ        |
| -- | -- | ----------------------- | --------------------------- | ---- | --- | ----------------- |
| 1  | TM | Jorge Campos            | 15 tháng 10, 1966 (32 tuổi) |      |     | UNAM Pumas        |
| 2  | HV | Claudio Suárez          | 17 tháng 12, 1968 (30 tuổi) |      |     | Guadalajara       |
| 3  | HV | Joel Sánchez            | 17 tháng 8, 1974 (24 tuổi)  |      |     | Guadalajara       |
| 4  | HV | Rafael Márquez          | 13 tháng 2, 1979 (20 tuổi)  |      |     | Atlas             |
| 5  | TV | Gerardo Torrado         | 30 tháng 4, 1979 (20 tuổi)  |      |     | UNAM Pumas        |
| 6  | TV | Raúl Lara               | 28 tháng 2, 1973 (26 tuổi)  |      |     | América           |
| 7  | TV | Ramón Ramírez           | 5 tháng 12, 1969 (29 tuổi)  |      |     | América           |
| 8  | TV | Alberto García Aspe (c) | 11 tháng 5, 1967 (32 tuổi)  |      |     | América           |
| 9  | TV | Paulo Chávez            | 7 tháng 1, 1976 (23 tuổi)   |      |     | Guadalajara       |
| 10 | TĐ | Cuauhtémoc Blanco       | 17 tháng 1, 1973 (26 tuổi)  |      |     | América           |
| 11 | TĐ | Daniel Osorno           | 16 tháng 3, 1979 (20 tuổi)  |      |     | Atlas             |
| 12 | TM | Óscar Pérez Rojas       | 1 tháng 2, 1973 (26 tuổi)   |      |     | Cruz Azul         |
| 13 | TV | Pável Pardo             | 26 tháng 7, 1976 (22 tuổi)  |      |     | Estudiantes Tecos |
| 14 | HV | Isaac Terrazas          | 23 tháng 6, 1973 (26 tuổi)  |      |     | América           |
| 15 | TĐ | Luis Hernández          | 17 tháng 8, 1968 (30 tuổi)  |      |     | Tigres de la UANL |
| 16 | TV | Salvador Cabrera        | 21 tháng 8, 1973 (25 tuổi)  |      |     | Necaxa            |
| 17 | TĐ | Francisco Palencia      | 28 tháng 4, 1973 (26 tuổi)  |      |     | Cruz Azul         |
| 18 | HV | Salvador Carmona        | 22 tháng 8, 1975 (23 tuổi)  |      |     | Toluca            |
| 19 | TV | Miguel Zepeda           | 25 tháng 5, 1976 (23 tuổi)  |      |     | Atlas             |
| 20 | HV | Rafael García Torres    | 14 tháng 8, 1974 (24 tuổi)  |      |     | Toluca            |
| 21 | HV | Sergio Almaguer         | 16 tháng 5, 1969 (30 tuổi)  |      |     | Necaxa            |
| 22 | TM | Adolfo Ríos             | 11 tháng 12, 1966 (32 tuổi) |      |     | Necaxa            |

### Venezuela
Huấn luyện viên:  José Omar Pastoriza

| Số | VT | Cầu thủ               | Ngày sinh (tuổi)            | Trận | Bàn | Câu lạc bộ            |
| -- | -- | --------------------- | --------------------------- | ---- | --- | --------------------- |
| 1  | TM | Renny Vega            | 4 tháng 7, 1979 (19 tuổi)   |      |     | Nacional Táchira      |
| 2  | HV | Rolando Álvarez       | 14 tháng 12, 1975 (23 tuổi) |      |     | Internacional Lara    |
| 3  | HV | Jorge Alberto Rojas   | 10 tháng 1, 1977 (22 tuổi)  |      |     | Estudiantes de Mérida |
| 4  | HV | David Andrew McIntosh | 17 tháng 2, 1973 (26 tuổi)  |      |     | Caracas               |
| 5  | TV | Héctor Bidoglio       | 5 tháng 2, 1968 (31 tuổi)   |      |     | Caracas               |
| 6  | HV | José Manuel Rey       | 20 tháng 5, 1975 (24 tuổi)  |      |     | Emelec                |
| 7  | TĐ | Daniel Noriega        | 30 tháng 3, 1977 (22 tuổi)  |      |     | Unión de Santa Fe     |
| 8  | TV | Edson Tortolero (c)   | 27 tháng 8, 1971 (27 tuổi)  |      |     | ULA Mérida            |
| 9  | TĐ | Juan Enrique García   | 16 tháng 4, 1970 (29 tuổi)  |      |     | ULA Mérida            |
| 10 | TV | Gabriel Urdaneta      | 7 tháng 1, 1976 (23 tuổi)   |      |     | ULA Mérida            |
| 11 | TV | Félix José Hernández  | 18 tháng 4, 1972 (27 tuổi)  |      |     | Atlético Celaya       |
| 12 | TM | Manuel Sanhouse       | 16 tháng 7, 1975 (23 tuổi)  |      |     | Deportivo Italchacao  |
| 13 | TĐ | Alexander Rondón      | 30 tháng 8, 1977 (21 tuổi)  |      |     | Nueva Cádiz           |
| 14 | TV | Leopoldo Jiménez      | 22 tháng 5, 1978 (21 tuổi)  |      |     | Deportivo Italchacao  |
| 15 | TV | Miguel Mea Vitali     | 19 tháng 2, 1981 (18 tuổi)  |      |     | Caracas               |
| 16 | TV | José Duno             | 19 tháng 3, 1977 (22 tuổi)  |      |     | Nueva Cádiz           |
| 17 | HV | Miguel Echenausi      | 21 tháng 2, 1968 (31 tuổi)  |      |     | Estudiantes de Mérida |
| 18 | HV | Gerzon Chacón         | 25 tháng 11, 1980 (18 tuổi) |      |     | Estudiantes de Mérida |
| 19 | TV | Juan Arango           | 16 tháng 5, 1980 (19 tuổi)  |      |     | Nueva Cádiz           |
| 20 | TĐ | Cristian Cásseres     | 29 tháng 6, 1977 (22 tuổi)  |      |     | Deportivo Italchacao  |
| 21 | TV | José de Jesús Vera    | 9 tháng 2, 1969 (30 tuổi)   |      |     | Estudiantes de Mérida |
| 22 | TĐ | Ruberth Morán         | 11 tháng 8, 1973 (25 tuổi)  |      |     | Estudiantes de Mérida |

## Bảng C

### Argentina
Huấn luyện viên: Marcelo Bielsa

| Số | VT | Cầu thủ                    | Ngày sinh (tuổi)            | Trận | Bàn | Câu lạc bộ           |
| -- | -- | -------------------------- | --------------------------- | ---- | --- | -------------------- |
| 1  | TM | Germán Burgos              | 16 tháng 4, 1969 (30 tuổi)  |      |     | River Plate          |
| 2  | HV | Roberto Ayala (c)          | 14 tháng 4, 1973 (26 tuổi)  |      |     | Milan                |
| 3  | HV | Juan Pablo Sorín           | 5 tháng 5, 1976 (23 tuổi)   |      |     | River Plate          |
| 4  | HV | Hugo Ibarra                | 1 tháng 4, 1974 (25 tuổi)   |      |     | Boca Juniors         |
| 5  | TV | Diego Simeone              | 28 tháng 4, 1970 (29 tuổi)  |      |     | Inter                |
| 6  | HV | Walter Samuel              | 23 tháng 3, 1978 (21 tuổi)  |      |     | Boca Juniors         |
| 7  | TV | Guillermo Barros Schelotto | 4 tháng 5, 1973 (26 tuổi)   |      |     | Boca Juniors         |
| 8  | HV | Javier Zanetti             | 10 tháng 8, 1973 (25 tuổi)  |      |     | Inter                |
| 9  | TĐ | Martín Palermo             | 7 tháng 11, 1973 (25 tuổi)  |      |     | Boca Juniors         |
| 10 | TĐ | Ariel Ortega               | 4 tháng 3, 1974 (25 tuổi)   |      |     | Sampdoria            |
| 11 | TV | Gustavo Adrián López       | 13 tháng 4, 1973 (26 tuổi)  |      |     | Real Zaragoza        |
| 12 | TM | Albano Bizzarri            | 9 tháng 11, 1977 (21 tuổi)  |      |     | Racing de Avellaneda |
| 13 | HV | Nelson Vivas               | 18 tháng 10, 1969 (29 tuổi) |      |     | Arsenal              |
| 14 | HV | Mauricio Pochettino        | 2 tháng 3, 1972 (27 tuổi)   |      |     | Espanyol             |
| 15 | HV | Eduardo Berizzo            | 13 tháng 11, 1969 (29 tuổi) |      |     | River Plate          |
| 16 | HV | Andrés Guglielminpietro    | 10 tháng 4, 1974 (25 tuổi)  |      |     | Milan                |
| 17 | TV | Claudio Husaín             | 20 tháng 11, 1974 (24 tuổi) |      |     | Vélez Sársfield      |
| 18 | TV | Diego Cagna                | 19 tháng 4, 1970 (29 tuổi)  |      |     | Boca Juniors         |
| 19 | TĐ | José Luis Calderón         | 24 tháng 10, 1970 (28 tuổi) |      |     | Independiente        |
| 20 | TV | Pablo Aimar                | 3 tháng 11, 1979 (19 tuổi)  |      |     | River Plate          |
| 21 | TV | Kily González              | 4 tháng 8, 1974 (24 tuổi)   |      |     | Real Zaragoza        |
| 22 | TV | Juan Román Riquelme        | 24 tháng 6, 1978 (21 tuổi)  |      |     | Boca Juniors         |

### Colombia
Huấn luyện viên: Javier Alvarez

| Số | VT | Cầu thủ               | Ngày sinh (tuổi)            | Trận | Bàn | Câu lạc bộ             |
| -- | -- | --------------------- | --------------------------- | ---- | --- | ---------------------- |
| 1  | TM | Miguel Calero         | 14 tháng 4, 1971 (28 tuổi)  |      |     | Atlético Nacional      |
| 2  | HV | Iván Córdoba          | 11 tháng 8, 1976 (22 tuổi)  |      |     | San Lorenzo            |
| 3  | HV | Roberto Carlos Cortés | 20 tháng 6, 1977 (22 tuổi)  |      |     | Independiente Medellín |
| 4  | HV | Alexander Viveros     | 8 tháng 10, 1977 (21 tuổi)  |      |     | Deportivo Cali         |
| 5  | HV | Jorge Bermúdez (c)    | 18 tháng 6, 1971 (28 tuổi)  |      |     | Boca Juniors           |
| 6  | TV | Juan Carlos Ramírez   | 22 tháng 3, 1972 (27 tuổi)  |      |     | Independiente Medellín |
| 7  | TĐ | Edwin Congo           | 7 tháng 10, 1976 (22 tuổi)  |      |     | Once Caldas            |
| 8  | TV | John Harold Lozano    | 30 tháng 3, 1972 (27 tuổi)  |      |     | Real Valladolid        |
| 9  | TĐ | Víctor Bonilla        | 23 tháng 1, 1971 (28 tuổi)  |      |     | Deportivo Cali         |
| 10 | TV | Neider Morantes       | 3 tháng 8, 1975 (23 tuổi)   |      |     | Atlético Nacional      |
| 11 | TĐ | Henry Zambrano        | 7 tháng 8, 1973 (25 tuổi)   |      |     | Atlético Nacional      |
| 12 | TM | René Higuita          | 27 tháng 8, 1966 (32 tuổi)  |      |     | Independiente Medellín |
| 13 | TV | Jorge Bolaño          | 28 tháng 4, 1977 (22 tuổi)  |      |     | Junior Barranquilla    |
| 14 | TV | Arley Betancourth     | 4 tháng 3, 1975 (24 tuổi)   |      |     | Deportivo Cali         |
| 15 | HV | Pedro Portocarrero    | 5 tháng 7, 1977 (21 tuổi)   |      |     | Independiente Santa Fe |
| 16 | HV | Jersson González      | 16 tháng 2, 1975 (24 tuổi)  |      |     | América de Cali        |
| 17 | TĐ | Johnnier Montaño      | 14 tháng 1, 1983 (16 tuổi)  |      |     | Quilmes                |
| 18 | TV | Rubiel Quintana       | 26 tháng 6, 1978 (21 tuổi)  |      |     | Corporación Tuluá      |
| 19 | TĐ | Hamilton Ricard       | 1 tháng 1, 1974 (25 tuổi)   |      |     | Middlesbrough          |
| 20 | TV | Freddy Grisales       | 22 tháng 9, 1975 (23 tuổi)  |      |     | Atlético Nacional      |
| 21 | HV | Mario Yepes           | 13 tháng 1, 1976 (23 tuổi)  |      |     | Deportivo Cali         |
| 22 | TM | Agustín Julio         | 25 tháng 10, 1974 (24 tuổi) |      |     | Independiente Santa Fe |

### Ecuador
Huấn luyện viên: Carlos Sevilla

| Số | VT | Cầu thủ                 | Ngày sinh (tuổi)            | Trận | Bàn | Câu lạc bộ        |
| -- | -- | ----------------------- | --------------------------- | ---- | --- | ----------------- |
| 1  | TM | José Francisco Cevallos | 17 tháng 4, 1971 (28 tuổi)  |      |     | Barcelona         |
| 2  | HV | Dannes Coronel          | 24 tháng 5, 1973 (26 tuổi)  |      |     | Emelec            |
| 3  | HV | Iván Hurtado            | 16 tháng 8, 1974 (24 tuổi)  |      |     | Tigres de la UANL |
| 4  | HV | Franklin Anangonó       | 12 tháng 12, 1974 (24 tuổi) |      |     | Cuautitlán        |
| 5  | HV | Alberto Montaño (c)     | 23 tháng 3, 1970 (29 tuổi)  |      |     | Barcelona         |
| 6  | HV | Ulises de la Cruz       | 8 tháng 2, 1974 (25 tuổi)   |      |     | LDU Quito         |
| 7  | TV | Luis Moreira            | 1 tháng 12, 1978 (20 tuổi)  |      |     | Emelec            |
| 8  | TV | Jimmy Blandón           | 1 tháng 1, 1969 (30 tuổi)   |      |     | Deportivo Cuenca  |
| 9  | TĐ | Ariel Graziani          | 7 tháng 6, 1971 (28 tuổi)   |      |     | Monarcas Morelia  |
| 10 | TV | Álex Aguinaga           | 9 tháng 7, 1968 (30 tuổi)   |      |     | Necaxa            |
| 11 | TĐ | Nicolás Asencio         | 26 tháng 4, 1975 (24 tuổi)  |      |     | Estudiantes Tecos |
| 12 | TĐ | Iván Kaviedes           | 24 tháng 10, 1977 (21 tuổi) |      |     | Perugia           |
| 13 | TĐ | Agustín Delgado         | 23 tháng 12, 1974 (24 tuổi) |      |     | Necaxa            |
| 14 | TV | Marlon Ayoví            | 27 tháng 9, 1971 (27 tuổi)  |      |     | Deportivo Quito   |
| 15 | TV | Moisés Candelario       | 10 tháng 10, 1978 (20 tuổi) |      |     | Emelec            |
| 16 | TV | Héctor Carabalí         | 15 tháng 2, 1972 (27 tuổi)  |      |     | Barcelona         |
| 17 | HV | Fricson George          | 16 tháng 9, 1974 (24 tuổi)  |      |     | Barcelona         |
| 18 | HV | Bolívar Gómez           | 31 tháng 7, 1977 (21 tuổi)  |      |     | El Nacional       |
| 19 | TV | Jairon Zamora           | 5 tháng 2, 1978 (21 tuổi)   |      |     | El Nacional       |
| 20 | TV | Wellington Sánchez      | 19 tháng 6, 1974 (25 tuổi)  |      |     | Emelec            |
| 21 | HV | Hólger Quiñónez         | 18 tháng 8, 1962 (36 tuổi)  |      |     | Barcelona         |
| 22 | TM | Oswaldo Ibarra          | 8 tháng 9, 1969 (29 tuổi)   |      |     | El Nacional       |

### Uruguay
Huấn luyện viên: Víctor Púa

| Số | VT | Cầu thủ                  | Ngày sinh (tuổi)            | Trận | Bàn | Câu lạc bộ          |
| -- | -- | ------------------------ | --------------------------- | ---- | --- | ------------------- |
| 1  | TM | Fabián Carini            | 26 tháng 12, 1979 (19 tuổi) | 1    | 0   | Danubio             |
| 2  | HV | Luis Diego López (c)     | 22 tháng 8, 1974 (24 tuổi)  | 17   |     | Cagliari            |
| 3  | HV | Fernando Picun           | 14 tháng 2, 1972 (27 tuổi)  | 3    | 0   | Defensor Sporting   |
| 4  | TV | Leonel Pilipauskas       | 18 tháng 5, 1975 (24 tuổi)  | 1    | 0   | Bella Vista         |
| 5  | TV | Andrés Fleurquin         | 2 tháng 8, 1975 (23 tuổi)   | 2    | 0   | Defensor Sporting   |
| 6  | TV | Gianni Guigou            | 22 tháng 2, 1975 (24 tuổi)  |      |     | Nacional            |
| 7  | TV | Fabián Coelho            | 20 tháng 1, 1977 (22 tuổi)  | 2    | 0   | Nacional            |
| 8  | TV | Líber Vespa              | 18 tháng 10, 1971 (27 tuổi) | 8    | 0   | Rosario Central     |
| 9  | TĐ | Marcelo Zalayeta         | 5 tháng 12, 1978 (20 tuổi)  | 6    | 0   | Empoli              |
| 10 | TĐ | Federico Magallanes      | 28 tháng 8, 1976 (22 tuổi)  | 4    | 2   | Racing de Santander |
| 11 | TĐ | Gabriel Alvez            | 26 tháng 12, 1974 (24 tuổi) | 1    | 1   | Nacional            |
| 12 | TM | Álvaro Adrián Núñez      | 11 tháng 5, 1973 (26 tuổi)  |      |     | Rentistas           |
| 13 | TV | Inti Podestá             | 23 tháng 4, 1978 (21 tuổi)  | 1    | 0   | Danubio             |
| 14 | HV | Alejandro Lembo          | 15 tháng 2, 1978 (21 tuổi)  | 1    | 0   | Bella Vista         |
| 15 | HV | Fabián Pumar             | 14 tháng 2, 1976 (23 tuổi)  |      |     | Bella Vista         |
| 16 | TV | Marcelo Romero           | 4 tháng 7, 1976 (22 tuổi)   |      |     | Peñarol             |
| 17 | HV | Martín del Campo         | 24 tháng 5, 1975 (24 tuổi)  |      |     | Nacional            |
| 18 | TV | Pablo Gabriel García     | 11 tháng 5, 1977 (22 tuổi)  |      |     | Atlético Madrid     |
| 19 | TĐ | Diego Alonso             | 16 tháng 4, 1975 (24 tuổi)  | 1    | 0   | Bella Vista         |
| 20 | TV | Christian Callejas       | 17 tháng 5, 1978 (21 tuổi)  | 5    | 0   | Danubio             |
| 21 | TĐ | Antonio Pacheco D'Agosti | 11 tháng 4, 1976 (23 tuổi)  | 4    | 0   | Peñarol             |
| 22 | HV | Federico Bergara         | 19 tháng 12, 1971 (27 tuổi) | 1    | 0   | Nacional            |